# Telluroketony

Obecný strukturní vzorec telluroketonu

Telluroketony, též tellony, jsou analogy ketonů, ve kterých je kyslíkový atom nahrazen tellurovým. Oproti ketonům jsou méně stálé a vyžadují tak větší míru sterické a/nebo elektronové stabilizace.